# An Other Cup
An Other Cup är ett album av Yusuf Islam (tidigare känd som Cat Stevens), utgivet i november 2006. Det är Islams första popalbum sedan han konverterade till islam 1977.

## Låtlista
Samtliga låtar skrivna av Yusuf Islam, om annat inte anges.
1. "Midday (Avoid City After Dark)" - 4:24
2. "Heaven/Where True Love Goes" - 4:49
3. "Maybe There's a World" - 3:06
4. "One Day at a Time" - 4:54
5. "When Butterflies Leave" - 0:41
6. "In the End" - 4:02
7. "Don't Let Me Be Misunderstood" (Bennie Benjamin/Gloria Caldwell/Sol Marcus) - 3:22
8. "I Think I See the Light" - 5:34
9. "Whispers from a Spiritual Garden" - 2:04
10. "The Beloved" - 4:51
11. "Green Fields, Golden Sands" - 3:27